# Vígľaš
Vígľaš este o comună slovacă, aflată în districtul Detva din regiunea Banská Bystrica. Localitatea se află la altitudinea de 385 m deasupra n.m., se întinde pe o suprafață de 32,06 km2 și în 2017 număra 1.620 de locuitori.

## Istoric
Localitatea Vígľaš este atestată documentar din 1393.

## Demografie
| An:                | 1994 | 2004   | 2014   | 2024    |
| ------------------ | ---- | ------ | ------ | ------- |
| Număr de persoane: | 1607 | 1663   | 1667   | 1477    |
| Diferență:         |      | +3,48% | +0,24% | −11,39% |

| An:                | 2023 | 2024   |
| ------------------ | ---- | ------ |
| Număr de persoane: | 1501 | 1477   |
| Diferență:         |      | −1,59% |